# Gerard Fernandez
Gerard Fernández (nascida em 1938) é uma freira católica conhecida por seu trabalho como conselheira no corredor da morte, em Singapura.

## Trajetória
Sua vocação para este trabalho começou em uma manhã, durante os exercícios de anunciação, quando seu pai a obrigou a recitar um verso "E te mando à prisão de Sing Sing, ali para ser pendurado, destripado e esquartejado". Aos 18 anos, ela uniu-se às Irmãs do Bom Pastor, uma ordem de freiras católicas, e começou seu trabalho com seu primeiro preso condenado à morte aos 36 anos. Em 1997, ela foi convidada a dirigir o recém-criado Ministério Prisional, da Arquidiocese de Singapura.
Em seus mais de 40 anos de trabalho, Gerard Fernández tem trabalhado com 18 presos no corredor da morte, as mais notáveis foram Catherine Tan Mui Choo e Hoe Kah Hong, as cúmplices de Adrian Lim nos assassinatos de 2 meninos. Em 2018, apareceu no filme curta-metragem Sister, do cineasta Chai Yee Wei. O filme destacou a Irmã Gerard e seu assessoramento a Catherine Tan Mui Choo e a Hoe Kah Hong antes de sua morte por enforcamento.

## Reconhecimentos
Gerard Fernández é a primeira mulher de Singapura a ser incluída na lista da BBC das 100 Mulheres mais inspiradoras e influentes de todo mundo, em 2019.